# Oak Hill Capital Partners
Oak Hill Capital Partners es una firma de capital inversión con sede en Nueva York, Estados Unidos, con más de 18 000 millones de dólares de capital administrado entre emprendedores, dotaciones financieras, fundaciones, corporaciones y empresas privadas, fondos de pensiones públicos e instituciones financieras globales. El multimillonario tejano Robert Bass es el inversor principal.

## Historia
Bajo la marca Oak Hill Capital se agrupan diferentes sociedades de Oak Hill Capital Partners y cada una de ellas tiene un equipo de administración independiente. Estas sociedades de Oak Hill Capital manejan fondos de aproximadamente 18 000 millones de dólares de capital de inversión, que prestan de múltiples formas como fondos de capital riesgo o situaciones especiales, como compra de deudas bancarias, hipotecas basura, inmuebles y fondos de intercambio de capital público.
El 20 de abril de 2010 la compañía adquirió una importante empresa de tratamiento de datos, ViaWest Inc., con sede en Denver, por una cantidad no desvelada. La transacción se cerró meses después.
En 2016 participó en las negociaciones para adquirir la española Abengoa, pero no llegó a ningún acuerdo.

## Inversores principales
Entre los inversores principales del grupo, destaca Robert Bass, fundador y adelantado de la llamada compra apalancada o leveraged buyouts desde los primeros años de la década de 1980; David Bonderman y Jim Coulter, fundadores de Texas Pacific Group, son otros inversores destacados.
Más tarde, la compañía ha generado interés de los medios de comunicación al conocerse otros nombres de inversores del grupo, como Bill Gates o el fundador de Nike, Phil Knight.

## Inversiones destacadas
Durante casi veinte años, Oak Hill Capital ha invertido en más de cincuenta empresas a través de fondos de inversión, con una presencia significativa, como:
- Ariel
- Atlantic Broadband
- Genpact
- The Container Store
- Butler Animal Health Supply
- EXLService
- Progressive Moulded Products
- TravelCenters of America
- WideOpenWest
- Inc. de pizarra
- American Savings Bank (Washington Mutual)
- Bell & Howell (ProQuest)
- Oreck Corporation
- Vertex Data Science
- eGain
- Wometco Cable Corporation
- Alibris
- Dave & Buster's
- Local TV LLC

## Adquisiciones recientes
En octubre de 2014, Oak Hill Capital Partners adquirió Berlin Packaging por un coste de $1.430 millones a Investcorp.

## Profesionales de inversión

### Socios gestores
- J. Taylor Crandall
- Tyler Wolfram

### Consejeros Gestores
- Steven B. Gruber
- Denis J. Nayden

### Socios
- Scott Baker
- Brian Cherry
- Benjamin Diesbach
- Stratton R. Heath III
- Scott Kauffman
- Kevin Mailender
- John R. Monsky
- William J. Pade
- Steven G. Puccinelli
- David Scott

### Directivos
- John Rachwalski
- Chris Williams